# Louis-Ernest Gillier
Louis-Ernest Gillier, francoski general, * 1883, † 1967.